# Худиња (река)
46° 14′ N 15° 17′ E / 46.233° С; 15.283° И
Худиња је река на сјевероистоку Словеније дуга 32 km, десна притока реке Воглајне.

## Географске карактеристике
Река Худиња извире из више извора изнад села Витање, испод Рогле, на Похорју на надморској висини од 1.380 метара. Од извора Худиња тече према југу до Војника и даље до ушћа у Воглајну на периферији Цеља, код комплекса Цинкерне Цеље и гробља Техарје.
Слив Худиње износи 207 km², и протеже се највећим делом по брдовитом делу, а мањим делом по Цељској равници.